# كوري هارت
كوري هارت هو كاتب أغاني وعازف بيانو ومغني كندي، ولد في 31 مايو 1962 في مونتريال في كندا، معروف بأغانيه الناجحة "نظارات شمسية في الليل"، "لا تستسلم أبدًا" و "لا يكفي". بيعت أكثر من 16 مليون نسخة من البوماته على مستوى العالم. وسُجِّلت تسعة أغاني له في قائمة أعلى 40 أغنية على مخطط بيلبورد الأمريكي. اما بالنسبة لمخطط كندا فقد سجلت 11 اغنية له حضورا في قائمة أعلى 10 على مدار أكثر من 35 عامًا في صناعة الموسيقى. تم ترشيحه لجائزة غرامي لأفضل فنان جديد في عام 1984، وهو من أعضاء عضوية قاعة مشاهير الموسيقى الكندية ‏ وممشى الشهرة الكندي .

## النشأة
ولد هارت في 31 مايو 1962 في مونتريال، كيبيك، وكان الأصغر من خمسة أطفال لمينا ويبر وروبرت هارت. كان جد هارت مهاجرًا يهوديًا أوكرانيًا، بينما كانت والدت كوري من عائلة يهودية رومانية. انفصل والدي هارت عندما كان عمره 10 سنوات، ثم عاش هارت مع والدته وأخيه الأكبر روبي في مونتريال. كان له علاقة وثيقة بوالدته، التي كرّس لها ألبومه الأول "جريمة أولى". كان لهارت اتصال قليل بوالده، ويتضح ذلك في بعض تأليفاته، مثل أغنية عام 1998 "التوفيق".
كانت أول تجربة لهارت كفنان أداء في سن 11 عامًا عندما غنى أغنية "بن" لتوم جونز في ميامي. كما سجل أغاني مع بول أنكا في لاس فيغاس خلال هذه الفترة. في عام 1980، مثل هارت كندا في مهرجان الأغنية الشعبية العالمي في طوكيو (جنبًا إلى جنب مع المغني دان هيل)، وهو أول أداء علني لمواده الأصلية. عاد هارت إلى كندا، وتواصل مع بيلي جويل الذي كان في جولة في منطقة مونتريال في ذلك الوقت. اتصلت فرقة جويل الفرعية به، وانتهى به الأمر بتسجيل عدة عروض تجريبية معهم في لونغ آيلاند، نيويورك. عمل هارت مع عدة موسيقيين استوديو كنديين آخرين على العروض التجريبية قبل أن يوقع أخيرًا عقدًا مع شركة "Aquarius Records" في عام 1982 عندما كان عمره 20 عامًا. عدة أغاني في ألبومه الأول، بما في ذلك "العالم هو نار"، تعكس الرفض والصعوبات التي واجهها هارت على طول الطريق للحصول على عقد تسجيل.

## وصلات خارجية
- الموقع الرسمي
- كوري هارت على موقع IMDb (الإنجليزية)
- كوري هارت على موقع ميوزك برينز (الإنجليزية)
- كوري هارت على موقع إن إن دي بي (الإنجليزية)
- كوري هارت على موقع أول ميوزيك (الإنجليزية)
- كوري هارت على موقع ديسكوغز (الإنجليزية)
- كوري هارت على موقع قاعدة بيانات الفيلم (الإنجليزية)